# Klaus Herbers

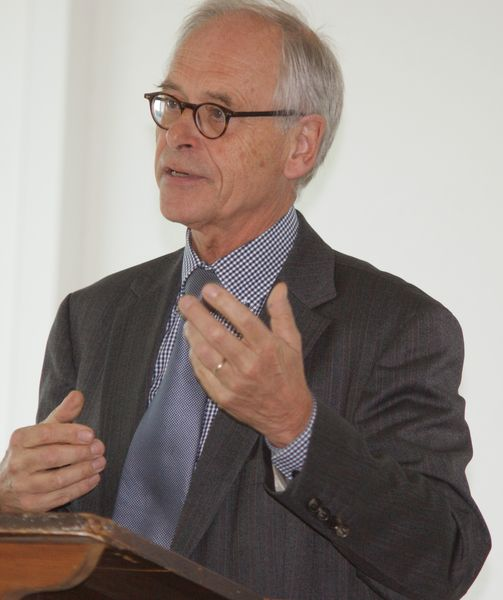
Klaus Herbers, aufgenommen von Werner Maleczek im Jahr 2018.

Klaus Herbers (* 5. Januar 1951 in Wuppertal-Elberfeld) ist ein deutscher Historiker für Mittelalterliche Geschichte. Von 1998 bis 2019 lehrte er als Professor für mittelalterliche Geschichte und historische Hilfswissenschaften an der Universität Erlangen-Nürnberg. Er ist Experte für die Geschichte Spaniens und des Papsttums im frühen und hohen Mittelalter. Weitere Arbeitsfelder sind das Pilgerwesen und die Hagiographie.

## Leben
Klaus Herbers besuchte das Gymnasium in Solingen. Er studierte von 1969 bis 1975 die Fächer Geschichte und Romanische Philologie an den Universitäten Köln, Poitiers und an der Universität des Saarlandes. 1975 legte er das Erste Staatsexamen für das Lehramt an Gymnasien ab. Von 1975 bis 1980 war er Assistent an der Technischen Universität Berlin. Herbers wurde 1980 mit einer von Harald Zimmermann angeregten und von Ernst Pitz betreuten Arbeit über den Jakobuskult des 12. Jahrhunderts promoviert.
Nach einer Tätigkeit im Referendariatsdienst am Studienseminar Marburg von 1980 bis 1982 war Herbers von 1983 bis 1998 Wissenschaftlicher Mitarbeiter der Akademie der Wissenschaften Mainz zur Bearbeitung der Regesta Imperii in Tübingen. Er habilitierte sich 1994 an der Universität Tübingen mit einer Arbeit zur Papstgeschichte im 9. Jahrhundert. 1993 begründete er mit Dieter R. Bauer den Arbeitskreis für hagiographische Fragen. Mit der von Herbers und Bauer 2000 herausgegebenen Veröffentlichung Hagiographie im Kontext. Wirkungsweisen und Möglichkeiten historischer Auswertung stellte sich der Arbeitskreis erstmals der wissenschaftlichen Öffentlichkeit vor. Die zweite Tagung vom April 2000 befasste sich mit Wundererzählungen im Mittelalter. Der daraus resultierende Aufsatzband mit 18 Beiträgen wurde von Herbers, Martin Heinzelmann und Dieter R. Bauer 2002 herausgegeben.
Von 1994 bis 1995 hatte er eine Lehrstuhlvertretung an der Eberhard Karls Universität Tübingen. Im Sommersemester 1996 hatte er eine Lehrstuhlvertretung an der Humboldt-Universität Berlin. Er lehnte einen Ruf 1998 an die Technische Universität Berlin ab und lehrte stattdessen von 1998 bis 2019 als Nachfolger von Werner Goez als Professor für Mittelalterliche Geschichte und Historische Hilfswissenschaften an der Universität Erlangen-Nürnberg. Dort war er von 2004 bis 2014 Geschäftsführender Sprecher des Interdisziplinären Zentrums für Europäische Mittelalter- und Renaissancestudien (IZEMIR).
Im Jahre 2008 war er Gastprofessor an der École pratique des hautes études in Paris, 2014 Fellow am Kulturwissenschaftlichen Kolleg der Universität Konstanz. Gemeinsam mit dem Sinologen Michael Lackner leitete er in Erlangen von 2015 bis 2021 das Internationale Kolleg für Geisteswissenschaftliche Forschung „Schicksal, Freiheit und Prognose. Bewältigungsstrategien in Ostasien und Europa“. Im Jahr 2021 wurde er Präsident der Union Académique Internationale.
Herbers ist seit 1979 verheiratet. Aus der Ehe gingen vier Kinder hervor.

## Forschungsschwerpunkte
Seine Arbeitsschwerpunkte sind die Hagiographie (insbesondere der Jakobuskult), das Pilgerwesen und Pilgerberichte, die iberische Halbinsel im Mittelalter und die Papstgeschichte der Karolingerzeit. Mit Helmut Neuhaus veröffentlichte er eine Darstellung über das Heilige Römische Reich. Das Anliegen der Verfasser laut Vorwort war es, die „fast tausendjährige Geschichte dieses Heiligen Römischen Reiches unter maßgeblicher Einbeziehung der Schauplätze im Überblick zu erzählen und dabei immer wieder den lokalen Aspekt zu betonen“.

### Pilgerwesen und Pilgerberichte
Herbers gehört zu den wichtigsten Repräsentanten der europäischen Jakobusforschung. Bereits früh interessierte er sich für Pilger- und Geißlerzüge. Mit französischen Freunden zog er 1972 erstmals zum galicischen Pilgerziel Compostela. Durch diese Fahrt fasste er den Entschluss, über dieses Thema zu promovieren. In seiner Berliner Dissertation befasste er sich mit dem Liber Sancti Jacobi und den Jakobskult im 12. Jahrhundert. Er setzte sich das Ziel, „Religion und Gesellschaft im Zusammenhang zu betrachten“. Im Mittelpunkt der Analyse der Arbeit steht der Liber Sancti Jacobi, den er nach Mentalität und Interessen des Kompilators (Kapitel 4), nach der Ausrichtung des Jakobuskultes auf bestimmte soziale Gruppen (Kapitel 5) und der Verschränkung von Kult, Pilgerfahrt und Ökonomie (Kapitel 6) befragt. Für ein breiteres Publikum verfasste er über den Jakobsweg ein Buch. Darin schilderte er ausgehend von der Entdeckung des Grabes und der frühen Jakobustradition in Santiago die Entwicklung der Jakobusverehrung und der Pilgerfahrt über die Jahrhunderte.
Er veröffentlichte 2002 eine Darstellung über Pilgerfahrten und Zeugnisse des Jakobuskults in Süddeutschland. Mit Dieter R. Bauer gab er 2003 die Beiträge einer von der Akademie der Diözese Rottenburg-Stuttgart in Krakau 1998 durchgeführten Tagung heraus. Damit wurden erstmals einschlägige Forschungen zum Jakobuskult für Ostmitteleuropa gebündelt.
Herbers gab 2014 mit Hans Christian Lehner die Beiträge einer interdisziplinären und internationalen Tagung aus dem Jahr 2011 heraus. Im Hinblick auf religiöses Unterwegssein in den Weltreligionen wurden zentrale Aspekte wie Motivationen, Vorschriften und Freiheit, Ort und Materialität behandelt. Herbers befasste sich in seinem Beitrag Pilgrimages to St. Patrick’s Purgatory. A Glimpse into future? mit den Pilgerreisen des Hoch- und Spätmittelalters nach Lough Derg in Irland.
Im Jahr 1996 veröffentlichten Herbers und Robert Plötz einen Auszug zum lateinischen Reisebericht (Itinerarium) über die Westeuropareise 1494/95 des bis zu seinem Tod in Nürnberg tätigen Humanisten, Arzt und Geographen Hieronymus Münzer. Zwei Jahrzehnte später hat Herbers mit seinem Erlanger Team nicht nur eine vollständige Übersetzung, sondern auch die kritische Edition des Reiseberichtes erarbeitet. Die 2020 veröffentlichte Ausgabe bildet zugleich bei den Monumenta Germaniae Historica den ersten Band der Reihe der Reiseberichte des Mittelalters. Ludwig Pfandl hatte 1902 eine Teiledition des Itinerariums veröffentlicht, die die Forschung die letzten 100 Jahre prägte, jedoch nur die Reiseroute in Spanien wiedergab. Herbers legt erstmals den gesamten Text in einer kritischen Edition mit Einleitung und Sachkommentar vor. Parallel dazu veröffentlichte Herbers im Tübinger Narr-Verlag eine deutsche Übersetzung Der Reisebericht des Hieronymus Münzer. Ein Nürnberger Arzt auf der ‚Suche nach der Wahrheit‘ in Westeuropa (1494/95) und machte damit den Reisebericht einer breiteren Öffentlichkeit für weitere Forschungsvorhaben zugänglich.
Er ist Mitherausgeber der Jakobus-Studien. Im Jahr 2012 wurde er Vizepräsident und ist seit 2016 Präsident der Deutschen St. Jakobus-Gesellschaft, der zentralen Stelle der Jakobusforschung in Deutschland.

### Geschichte der Iberischen Halbinsel im Mittelalter
Herbers gehört in Deutschland zu den wenigen Kennern des spanischen Mittelalters. Von 2005 bis 2008 leitete er zusammen mit Nikolas Jaspert das Projekt „Multiethnische und multireligiöse Kulturen Europas im transkulturellen Vergleich: Das Beispiel der Iberischen Halbinsel“ als Teil des DFG-Schwerpunktprogramms 1173 „Integration und Desintegration der Kulturen im europäischen Mittelalter“. Herbers veröffentlichte 2006 eine Geschichte Spaniens von der Westgotenzeit bis zum Ende des Mittelalters.
Herbers gab 2006 mit Dieter R. Bauer und Elmar L. Kuhn einen Sammelband mit sechs Beiträgen zu Oberschwaben und Spanien an der Schwelle zur Neuzeit heraus. Darin werden mit einem zeitlichen Schwerpunkt auf das 15. und 16. Jahrhundert Akteure, Beziehungen, Ideen in einem räumlich weit ausgreifenden Vergleich untersucht. Herbers wertete in diesem Sammelband den Reisebericht des Hieronymus Münzer aus. Dieser reiste 1494/95 von Nürnberg über Nördlingen, Ulm, Konstanz und Perpignan nach Spanien und kam in Kontakt mit der muslimischen Welt.
Mit Nikolas Jaspert war er Mitherausgeber eines Sammelbandes mit dem Titel „Integration – Segregation – Vertreibung“, der sich mit religiösen Minderheiten und Randgruppen auf der Iberischen Halbinsel befasst. Der Sammelband war Ergebnis der gemeinsamen Arbeit in einem Erlanger und einem Bochumer Projekt im Schwerpunktprogramm 1173 der Deutschen Forschungsgemeinschaft „Integration und Desintegration der Kulturen im Europäischen Mittelalter“ und geht auf eine im Oktober 2007 in Bochum veranstaltete Tagung zurück.
Mit Walther L. Bernecker legte er 2013 eine Darstellung zur Geschichte Portugals von der Antike bis ins 21. Jahrhundert vor. Mit Ausnahme von der 2001 erschienenen Übersetzung der Geschichte Portugals und des portugiesischen Weltreichs von A. H. de Oliveira Marques (1995) und dem im gleichen Jahr publizierten rund 100-seitigen Überblick über die portugiesische Geschichte seit dem Spätmittelalter von Horst Pietschmann und Walther L. Bernecker waren bislang vor allem britische und französische Publikationen zu der Thematik vorhanden. Herbers verfasste unter der Berücksichtigung der gesamtiberischen Entwicklungen die Kapitel zu den antiken und mittelalterlichen, christlich-islamisch-jüdischen Grundlagen. Seine Ausführungen enden mit der Vorreiterrolle Portugals im Prozess der europäischen Expansion des 14. und 15. Jahrhunderts. Er veröffentlichte 2016 eine vergleichende Untersuchung über die Kontakte und das Zusammenleben von Christen und Muslimen im frühmittelalterlichen Spanien und Italien. Mit Birgit Aschmann veröffentlichte er 2022 eine Geschichte Spaniens. Das Werk ist keine chronologische Geschichte Spaniens, sondern will anhand sogenannter 18 Schlüsselgestalten der spanischen Geschichte die verschiedenen Entwicklungen, Umbrüche und Kontinuitäten der spanischen Geschichte vom 7. bis in das 20. Jahrhundert beschreiben.

### Geschichte des Papsttums
Ein weiterer großer Arbeitsschwerpunkt ist die Geschichte des Papsttums. Herbers gilt auch international als einer der am besten ausgewiesenen Kenner der Papstgeschichte des frühen und hohen Mittelalters. In seiner Tübinger Habilitationsschrift befasste er sich mit Papst Leo IV. Nach jahrzehntelanger Forschung legte er 2012 eine Darstellung über die Geschichte des Papsttums im Mittelalter vor. Die „Leitlinien“ seiner Darstellung sieht Herbers in „Institutionalisierung, Europäisierung, Netzwerkbildung, Kommunikationsformen, Verfahrensweisen, geistliche(r) und weltliche(r) Herrschaft“. Seine Darstellung besteht aus elf Kapiteln und verfolgt die Geschichte des Papsttums vom 5. bis ins 16. Jahrhundert, von Leo I. (440–461) bis zu Leo X. (1513–1521). Die Zeit Leos I. sieht er als möglichen Beginn der „Epoche des mittelalterlichen Papsttums“. Für das 8. und 9. Jahrhundert vertritt er die These einer „fortschreitenden Ablösung“ der römischen Bischöfe von Byzanz. In seinem Fazit betont Herbers die Anpassungsfähigkeit des Papsttums als ein Kennzeichen über seine ganze Geschichte hinweg. Die Geschichte des Papsttums deutet er als eine „Geschichte der Anverwandlung und Transformation“. Er leitet seit 2007 das Göttinger Akademienvorhaben „Papsturkunden des frühen und hohen Mittelalters“, in dessen Rahmen Regestenbände zur Iberia Pontificia, den osteuropäischen Pontificien sowie die dritte Auflage des Jaffé erarbeitet werden. Im Rahmen der Regesta Imperii bearbeitete Herbers die Regesten der Karolingerzeit. Dreizehn Jahre nach Veröffentlichung der ersten Lieferung zu den Papstregesten für die Jahre 844–872 legte Herbers 2012 mit dem Pontifikat Nikolaus’ I. (858–867) den anschließenden Band vor. In der ersten Lieferung wurden 420 Regesten für die fünfzehn Jahre von 844 bis 858 angeführt. Der letzte Band enthält wegen der erheblichen Zunahme des brieflichen Materials 870 Regesten. Herbers konnte gegenüber den etwas mehr als 200 Regesten, die im Jahr 1895 Philipp Jaffé und Paul Ewald in den Regesta Pontificum Romanorum für Nikolaus I. anführten, den Bestand mit seinen insgesamt 870 Einträgen mehr als vervierfachen.
Er veröffentlichte 2010 mit Max Kerner einen Gesamtüberblick zu allen Aspekten der Päpstin Johanna. Im zweiten von Herbers verfassten Kapitel fragt er nach dem „geschichtlichen Ort“ der Päpstin im 9. Jahrhundert. Nach seinem Forschungsergebnis ergeben die „zeitgenössischen Quellen selbst keinen konkreten Hinweis auf die Päpstin, lassen auch in der Chronologie keinen Spielraum für sie, handschriftliche Besonderheiten sind ohne die Figur eines weiblichen Papstes erklärbar“.
Er war 2018 Mitherausgeber des Sammelbandes Papstgeschichte des hohen Mittelalters. Digitale und hilfswissenschaftliche Zugangsweisen zu einer Kulturgeschichte Europas, welcher den Abschluss des vom Bundesministerium für Bildung und Forschung geförderten und von Herbers (Erlangen), Irmgard Fees (München) und Joachim Hornegger (Erlangen) betreuten Projektes Schrift und Zeichen. Computergestützte Analyse hochmittelalterlicher Papsturkunden darstellt. Im Mittelpunkt des Projektes standen „die computergestützte Erfassung, Analyse und Kategorisierung der Schrift und der Layoutmerkmale von hochmittelalterlichen Papsturkunden“.
Herbers gab 2019 mit Veronika Unger 55 abgedruckte, kommentierte und übersetzte Papstbriefe des 9. Jahrhunderts in einer Sammlung heraus. Fast immer handelte es sich um die erste Übersetzung der Briefe in einer modernen Sprache.
Seine Forschungsfelder Spanien und Papsttum bündelte er durch den 2020 erschienen und gemeinsam mit Daniel Berger und Thorsten Schlauwitz erarbeiteten Quellenband Papsturkunden in Spanien, Bd. 3: Kastilien. Darin wurden rund 300 Papst- und Legatenurkunden des 11. und 12. Jahrhunderts, die für Empfänger im ehemaligen Königreich Kastilien ausgestellt worden sind, ediert.

## Ehrungen und Mitgliedschaften
Herbers ist korrespondierendes Mitglied der Akademie der Wissenschaften zu Göttingen (seit 2012) und der Société nationale des antiquaires de France (seit 2012). Er wurde 2008 korrespondierendes und ist seit 2013 ordentliches Mitglied der Akademie der Wissenschaften und der Literatur Mainz. Seit 2004 hat er als Sekretär die wissenschaftliche Leitung der Pius-Stiftung für Papsturkundenforschung inne. Seit 2010 war er stellvertretender Vorsitzender und seit November 2013 ist er Vorsitzender der Deutschen Kommission für die Bearbeitung der Regesta Imperii bei der Akademie der Wissenschaften und der Literatur in Mainz.
Seit 2010 ist er Mitglied der Commission Internationale de Diplomatique. Seit 2010 ist er als Nachfolger von Helmut Neuhaus Herausgeber der Zeitschrift Archiv für Kulturgeschichte. Seit 2014 gehört er auch der Zentraldirektion der Monumenta Germaniae Historica an. Er ist seit 2020 Korrespondierendes Mitglied der Real Academia de la Historia de Españia. Zum 65. Geburtstag wurde er mit einer Festschrift gewürdigt. Ihm wurde 2020 das Bundesverdienstkreuz am Bande verliehen.

## Schriften (Auswahl)
Schriftenverzeichnis
- Pilger, Päpste, Heilige. Ausgewählte Aufsätze zur europäischen Geschichte des Mittelalters. (Klaus Herbers zum 60. Geburtstag). Herausgegeben von Gordon Blennemann, Wiebke Deimann, Matthias Maser und Christofer Zwanzig. Narr, Tübingen 2011, ISBN 978-3-8233-6616-4, S. 419–439.

Monografien
- mit Birgit Aschmann: Eine andere Geschichte Spaniens. Schlüsselgestalten vom Mittelalter bis ins 20. Jahrhundert. Böhlau, Wien u. a. 2022, ISBN 978-3-412-52557-6.
- Europa. Christen und Muslime in Kontakt und Konfrontation. Italien und Spanien im langen 9. Jahrhundert (= Abhandlungen der Geistes- und Sozialwissenschaftlichen Klasse. Nr. 2). Steiner, Stuttgart 2016, ISBN 978-3-515-11441-7.
- Geschichte der Päpste in Mittelalter und Renaissance (= Reclams Universal-Bibliothek. Nr. 19275). Reclam, Stuttgart 2014, ISBN 978-3-15-019275-7.
- mit Walther L. Bernecker: Geschichte Portugals. Kohlhammer, Stuttgart 2013, ISBN 978-3-17-020662-5.
- Geschichte des Papsttums im Mittelalter. WBG – Wissenschaftliche Buchgesellschaft, Darmstadt 2012, ISBN 978-3-534-23170-6.
- mit Max Kerner: Die Päpstin Johanna. Biographie einer Legende. Böhlau, Köln u. a. 2010, ISBN 978-3-412-20469-3.
- Jakobus – der Heilige Europas. Geschichte und Kultur der Pilgerfahrten nach Santiago de Compostela. Patmos, Düsseldorf 2007, ISBN 978-3-491-35012-0.
- Geschichte Spaniens im Mittelalter. Vom Westgotenreich bis zum Ende des 15. Jahrhunderts. Kohlhammer, Stuttgart 2006, ISBN 3-17-018871-2.
- Jakobsweg. Geschichte und Kultur einer Pilgerfahrt (= Beck’sche Reihe. Band 2394; C. H. Beck Wissen). Beck, München 2006, ISBN 3-406-53594-1.
- mit Norbert Ohler, Bernhard Schimmelpfennig, Bernhard Schneider und Peter Thorau: Pilgerwege im Mittelalter. Herausgegeben in Zusammenarbeit mit DAMALS – das Magazin für Geschichte und Kultur. Wissenschaftliche Buchgesellschaft, Darmstadt 2005, ISBN 3-534-18760-1.
- mit Helmut Neuhaus: Das Heilige Römische Reich. Schauplätze einer tausendjährigen Geschichte (843–1806). Böhlau, Köln u. a. 2005, ISBN 3-412-23405-2.
- Leo IV. und das Papsttum in der Mitte des 9. Jahrhunderts. Möglichkeiten und Grenzen päpstlicher Herrschaft in der späten Karolingerzeit (= Päpste und Papsttum. Band 27). Hiersemann, Stuttgart 1996, ISBN 3-7772-9601-5 (Zugleich: Tübingen, Universität, Habilitations-Schrift, 1993).
- Política y veneración de santos en la peninsula ibérica. Desarrollo del „Santiago político“ (= Colección Historia y arte. Band 2). Fundación Cultural Rutas del Románico, Pontevedra 1999, ISBN 84-931302-8-1 (2. Auflage 2006).
- Der Jakobuskult des 12. Jahrhunderts und der „Liber Sancti Jacobi“. Studien über das Verhältnis zwischen Religion und Gesellschaft im hohen Mittelalter (= Historische Forschungen. Band 7). Steiner, Wiesbaden 1984, ISBN 3-515-03875-2 (Zugleich überarbeitete Fassung: Berlin, Technische Universität, phil. Dissertation, 1980).

Herausgeberschaften
- mit Hans-Christian Lehner: Mittelalterliche Rechtstexte und mantische Praktiken (= Archiv für Kulturgeschichte. Beihefte zum Archiv für Kulturgeschichte. Band 94). Böhlau, Wien u. a. 2021, ISBN 978-3-412-52049-6.
- mit Viktoria Trenkle: Papstgeschichte im digitalen Zeitalter. Neue Zugangsweisen zu einer Kulturgeschichte Europas (= Beihefte zum Archiv für Kulturgeschichte. Band 85). Böhlau, Köln u. a. 2018, ISBN 978-3-412-50959-0.
- mit Harald Müller: Lotharingien und das Papsttum im Früh- und Hochmittelalter. Wechselwirkungen im Grenzraum zwischen Germania und Gallia (= Abhandlungen der Akademie der Wissenschaften zu Göttingen. Neue Folge. Band 45). De Gruyter, Berlin/Boston 2017, ISBN 3-11-055051-2.
- mit Gordon Blennemann: Vom Blutzeugen zum Glaubenszeugen? Formen und Vorstellungen des christlichen Martyriums im Wandel (= Beiträge zur Hagiographie. Band 14). Steiner, Stuttgart 2014, ISBN 978-3-515-10715-0.
- mit Matthias Maser, Michele C. Ferrari und Hartmut Bobzin: Von Mozarabern zu Mozarabismen. Zur Vielfalt kultureller Ordnungen auf der mittelalterlichen Iberischen Halbinsel (= Spanische Forschungen der Görresgesellschaft. Band 41). Aschendorff, Münster 2014, ISBN 978-3-402-14867-9.
- mit Jochen Johrendt: Das Papsttum und das vielgestaltige Italien. Hundert Jahre Italia Pontificia (= Abhandlungen der Akademie der Wissenschaften zu Göttingen. Neue Folge. Band 5). De Gruyter, Berlin u. a. 2009, ISBN 978-3-11-021467-3.
- mit Nikolas Jaspert: Integration – Segregation – Vertreibung. Religiöse Minderheiten und Randgruppen auf der Iberischen Halbinsel (7.–17. Jahrhundert)  (= Geschichte und Kultur der Iberischen Welt. Band 8). LIT, Münster 2011, ISBN 978-3-643-11426-6.
- mit Wilfried Hartmann: Die Faszination der Papstgeschichte. Neue Zugänge zum frühen und hohen Mittelalter (= Forschungen zur Kaiser- und Papstgeschichte des Mittelalters. Band 28). Böhlau, Köln u. a. 2008, ISBN 978-3-412-20220-0.
- mit Enno Bünz: Der Jakobuskult in Sachsen (= Jakobus-Studien. Band 17). Narr, Tübingen 2007, ISBN 978-3-8233-6332-3.
- Die oberdeutschen Reichsstädte und ihre Heiligenkulte. Traditionen und Ausprägungen zwischen Stadt, Ritterorden und Reich (= Jakobus-Studien. Band 16). Narr, Tübingen 2005, ISBN 3-8233-6192-9.
- mit Nikolas Jaspert: „Das kommt mir spanisch vor“. Eigenes und Fremdes in den deutsch-spanischen Beziehungen des späten Mittelalters (= Geschichte und Kultur der Iberischen Welt. Band 1). Lit, Münster 2004, ISBN 3-8258-8004-4.
- Jakobus und Karl der Große. Von Einhards Karlsvita zum Pseudo-Turpin (= Jakobus-Studien. Band 14). Narr, Tübingen 2003, ISBN 3-8233-6018-3.
- mit Dieter R. Bauer: Der Jakobuskult in Ostmitteleuropa. Austausch – Einflüsse – Wirkungen (= Jakobus-Studien. Band 12). Narr, Tübingen 2003, ISBN 3-8233-4012-3.
- Europa an der Wende vom 11. zum 12. Jahrhundert. Beiträge zu Ehren von Werner Goez. Steiner, Stuttgart 2001, ISBN 3-515-07752-9.
- Stadt und Pilger. Soziale Gemeinschaften und Heiligenkult (= Jakobus-Studien. Band 10). Narr, Tübingen 1999, ISBN 3-8233-4010-7.

Quellenwerke
- unter Mitarbeit von Wiebke Deimann, René Hurtienne, Sofia Meyer, Miriam Montag, Lisa Walleit, Tina B. Orth-Müller: Hieronymus Münzer. Itinerarium (= MGH – Reiseberichte des Mittelalters. Band 1). Harrassowitz, Wiesbaden 2020, ISBN 978-3-447-10972-7.
- mit Daniel Berger und Thorsten Schlauwitz: Papsturkunden in Spanien. Vorarbeiten zur Hispania (Iberia) Pontificia, Band III: Kastilien (= Abhandlungen der Akademie der Wissenschaften zu Göttingen. Neue Folge, Band 50). De Gruyter, Berlin, Boston 2020, ISBN 978-3-11-065297-0.
- mit Veronika Unger: Papstbriefe des neunten Jahrhunderts (= Ausgewählte Quellen zur Geschichte des Mittelalters. Band 51). wbg Academic, Darmstadt 2019, ISBN 978-3-534-26938-9.
- mit Lenka Jiroušková und Bernhard Vogel: Mirakelberichte des Frühen und Hohen Mittelalters. = Miracula medii aevi usque ad saeculum XII (= Ausgewählte Quellen zur deutschen Geschichte des Mittelalters. Freiherr-vom-Stein-Gedächtnisausgabe. Band 43). Wissenschaftliche Buchgesellschaft, Darmstadt 2005, ISBN 3-534-16475-X (Text deutsch und lateinisch).
- Die Regesten des Kaiserreiches unter den Karolingern 751–918 (987). Band 4: Papstregesten 800–911. Teil 2: 844–872. Lieferung 2: 858–867 (Nikolaus I.) (= Johann Friedrich Böhmer: Regesta Imperii. Band 1). Böhlau, Wien u. a. 2012, ISBN 978-3-412-20813-4.
- Die Regesten des Kaiserreiches unter den Karolingern 751–918 (926/962). Band 4: Papstregesten 800–911. Teil 2: 844–872. Lieferung 1: 844–858 (= Johann Friedrich Böhmer: Regesta Imperii. Band 1). Böhlau, Köln u. a. 1999, ISBN 3-412-03198-4.
- mit Robert Plötz: A peregrinaxe e o Camiño a Santiago. Hermannus Künig de Vach. Consello da Cultura Galega, Santiago de Compostela 1999, ISBN 84-87172-40-7.
- mit Manuel Santos Noia: Liber Sancti Jacobi. Codex Calixtinus. Xunta de Galicia, Santiago de Compostela 1998, ISBN 84-453-2298-2.
- mit Hans-Wilhelm Klein: Libellus Sancti Jacobi: Auszüge aus dem Jakobusbuch des 12. Jahrhunderts. Ins Deutsche übertragen und kommentiert (= Jakobus-Studien. Band 8). Narr, Tübingen 1997, ISBN 3-8233-4008-5 (2. Auflage 2018).
- mit Robert Plötz: Nach Santiago zogen sie : Berichte von Pilgerfahrten ans "Ende der Welt". Deutscher Taschenbuch-Verlag, München 1996, ISBN 3-423-04718-6 (spanische Übersetzung 1999).
- Deutsche Jakobspilger und ihre Berichte (= Jakobus-Studien. Band 1). Narr, Tübingen 1988, ISBN 3-8233-4000-X.
- Der Jakobsweg. Mit einem mittelalterlichen Pilgerführer unterwegs nach Santiago de Compostela. Narr, Tübingen 1986, ISBN 3-87808-312-2 (7. Auflage 2001)

Aufsatzsammlungen
- Pilger, Päpste, Heilige. Ausgewählte Aufsätze zur europäischen Geschichte des Mittelalters. (Klaus Herbers zum 60. Geburtstag). Herausgegeben von Gordon Blennemann, Wiebke Deimann, Matthias Maser und Christofer Zwanzig. Narr, Tübingen 2011, ISBN 978-3-8233-6616-4.